# Sân vận động Quốc tế Basra
Sân vận động Quốc tế Basra (tiếng Ả Rập: ملعب البصرة الدولي) là một khu liên hợp thể thao ở Basra, miền nam Iraq.

## Tổng quan
Công việc xây dựng được bắt đầu vào ngày 1 tháng 1 năm 2009 và được hoàn thành vào ngày 12 tháng 10 năm 2013. Khu liên hợp thể thao này được chính phủ Iraq tài trợ với ngân sách 550 triệu đô la, bao gồm sân vận động chính với sức chứa 65.000 người, một sân vận động phụ với sức chứa 10.000 người, bốn khách sạn 5 sao và các cơ sở liên quan đến các môn thể thao khác.
Hợp đồng của dự án này được trao cho Abdullah Al-Jaburi, một nhà thầu xây dựng lớn của Iraq, và hai công ty Hoa Kỳ, 360 Architecture và Newport Global.
Sân vận động chính là một cấu trúc đa cấp với sức chứa 65.000 chỗ ngồi, 20 dãy phòng điều hành và 230 ghế VIP. Khu liên hợp cũng có phòng chờ và nhà hàng VIP, dịch vụ tiện nghi dành cho khán giả, 205 chỗ đậu xe ngầm VIP và một đường hầm nối sân vận động chính đến sân vận động phụ. Sân vận động thứ hai có sức chứa 10.000 chỗ ngồi. Cấu trúc cơ bản là bê tông đúc tại chỗ với ghế ngồi đúc sẵn. Cấu trúc mái che là thép và đúc hẫng cách cột hỗ trợ phía sau của tầng trên 30 mét với nhịp lùi 15 mét. Sân vận động được bao bọc bởi một bức tường rèm của các yếu tố cong đa chiều. Khu liên hợp có tổng cộng 10.000 chỗ đậu xe.
Đây là sân nhà của các câu lạc bộ thể thao Naft Al-Janoob và Al-Minaa, cả hai đều có trụ sở ở Basra và tạo nên trận derby Basra.
Iraq đã tổ chức trận đấu quốc tế đầu tiên của đội sau bốn năm tại sân vận động vào ngày 1 tháng 6 năm 2017, khi đã đánh bại Jordan với tỷ số 1–0. Đó cũng là trận đấu quốc tế đầu tiên được tổ chức tại sân vận động này.
Vào ngày 10 tháng 10 năm 2019, Iraq đã chơi trận đấu quốc tế trong giải đấu (không phải giao hữu) đầu tiên của đội trên sân nhà sau tám năm, đó là trận đấu với Hồng Kông. Iraq giành chiến thắng với tỷ số 2–0.

## Tên gọi
Tên gọi chính thức là Sân vận động Quốc tế Basra nhưng một tên gọi khác cũng được sử dụng trong giới thể thao Iraq và thường được sử dụng bằng tiếng Ả Rập như một biệt danh: ملعب جذع النخلة có nghĩa đen là Sân vận động Palm Trunk. Tên gọi này cũng được phản ánh trong mặt tiền bên ngoài của sân vận động, lấy cảm hứng từ vỏ nhấp nhô của cây chà là, là một minh chứng rõ ràng đến một trong những đặc điểm của thành phố Basra, nổi tiếng với việc trồng trọt và trồng những cánh đồng chà là rộng lớn.

## Hình ảnh

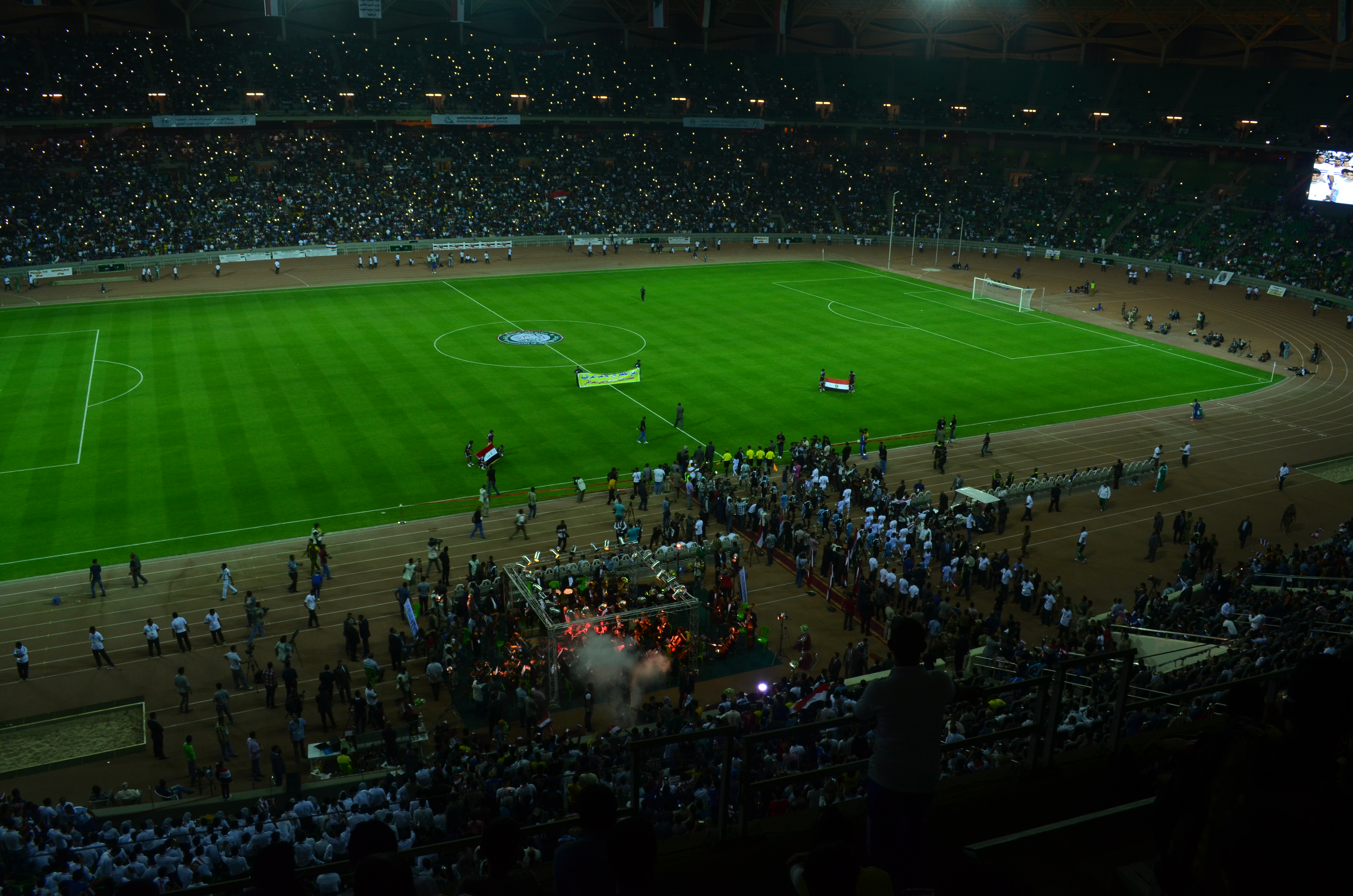
Những người mang cờ vào sân, theo sau là cả hai đội Zamalek SC và Al-Zawra'a SC, cũng như các nhà báo và nhiếp ảnh gia, trong lễ khai mạc đơn giản
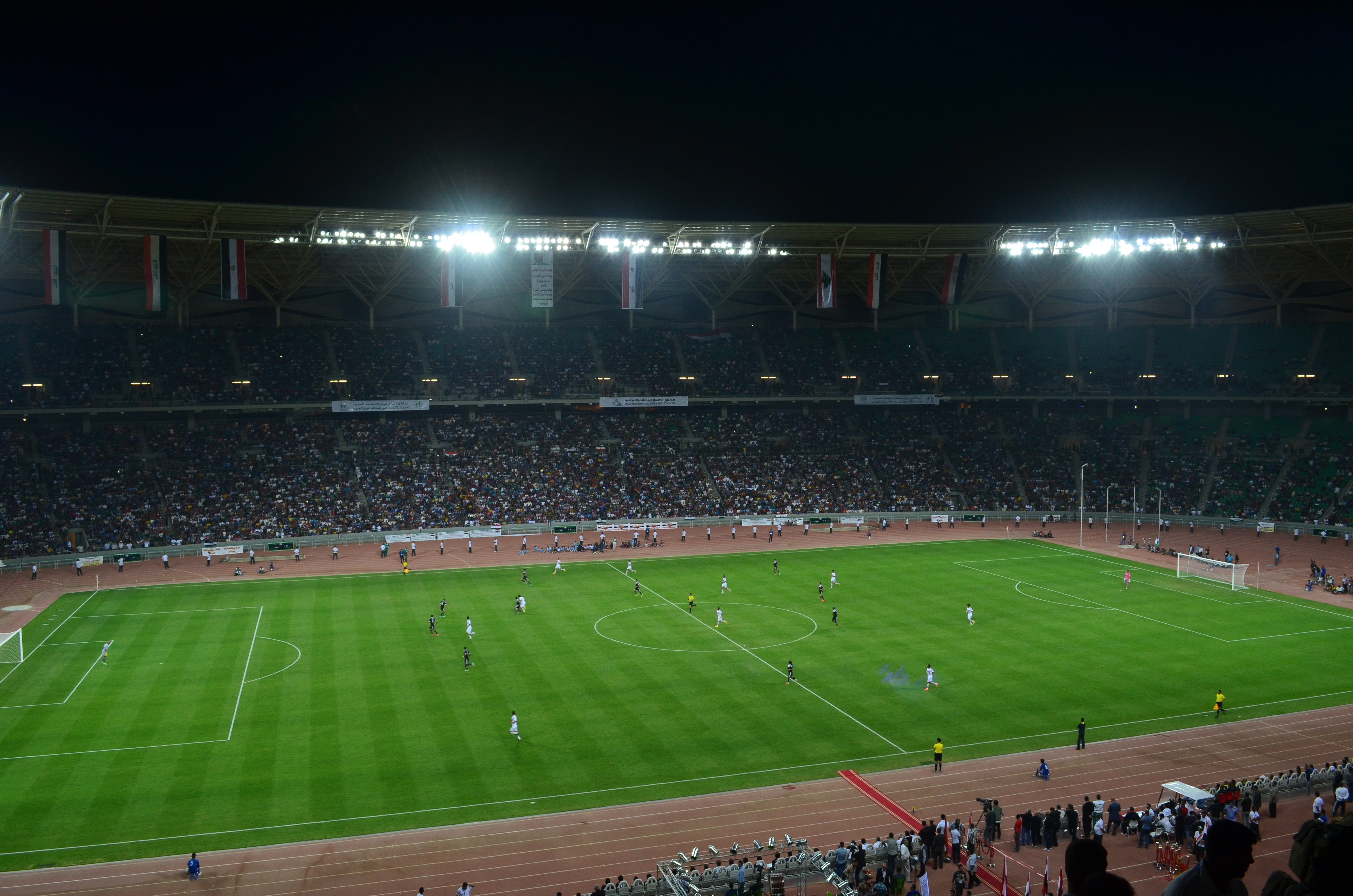
Trong trận đấu thứ hai mở màn giữa Zamalek và Al-Zawra'a

## Sự kiện
- 2018 – International Friendship Championship
- 2019 – International Friendship Championship